# Detlef Kästner

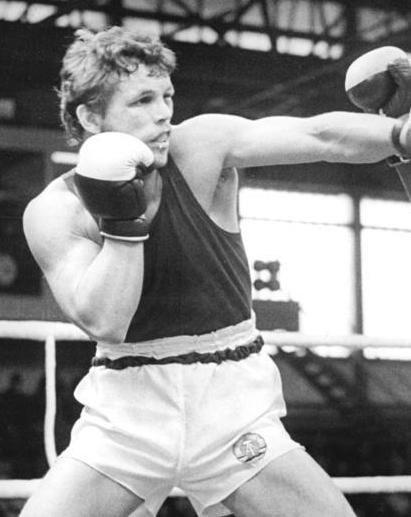
Detlef Kästner (1982).

Detlef Kästner (* 20. März 1958 in Wurzen) ist ein ehemaliger deutscher Boxer, DDR-Meister 1980 und Bronzemedaille-Gewinner bei den Olympischen Spielen 1980 im Halbmittelgewicht.

## Werdegang
Detlef Kästner wuchs im sächsischen Wurzen auf und begann dort als Jugendlicher mit dem Boxen. Der 1,74 Meter große Athlet wurde aufgrund seiner Erfolge im nationalen Juniorenbereich schon bald zum SC Dynamo Berlin delegiert.
1976 startete er bei der Junioren-Europameisterschaft in Izmir und siegte dort über Rostislav Osicka aus der Tschechoslowakei nach Punkten (5:0), im Halbfinale unterlag er Koksol Ozogluoz und erreichte damit den 3. Platz.
Im Jahre 1977 belegte er bei der DDR-Meisterschaft im Weltergewicht nach einer Punktniederlage im Finale gegen Karl-Heinz Krüger vom ASK Vorwärts Frankfurt (Oder) den 2. Platz. Auch in den folgenden Jahren gewann er bis einschließlich 1983 bei den DDR-Meisterschaften immer Medaillen. Im Jahre 1980 gewann er seinen einzigen DDR-Meistertitel durch einen Punktsieg im Finale des Halbmittelgewichts über Jürgen Alms vom SC Traktor Schwerin (5:0). 
1979 startete er bei der Europameisterschaft der Amateure in Köln im Halbmittelgewicht. Er unterlag gegen den Olympiasieger von 1976 Jerzy Rybicki aus Polen, weil er gegen diesen wegen einer Verletzung, die er in der 2. Runde erlitt, aus dem Kampf genommen werden musste.
1980 startete Detlef Kästner beim Intercup in Duisburg und unterlag dort im Endkampf gegen Markus Intlekofer aus der BRD nach Punkten.
Bei den Olympischen Spielen 1980 in Moskau nutzte Detlef Kästner das Losglück. Er siegte nach einem Freilos im Halbmittelgewicht über Adeoye Adetunji aus Nigeria durch K. o. in der 3. Runde und über Leonidas Njunwa aus Tansania nach Punkten und hatte damit schon das Halbfinale erreicht und damit eine Bronzemedaille sicher. Bei dieser Bronzemedaille blieb es dann auch, denn im Halbfinale unterlag er gegen Alexander Koschkin aus der Sowjetunion nach Punkten (0:5). 
1981 nahm Detlef Kästner an der Europameisterschaft in Tampere teil. Im Achtelfinale unterlag er gegen Alexander Koschkin (0:5). Bei der Weltmeisterschaft in München 1982 verlor er gegen Armando Martínez aus Kuba (0:5). Er belegte damit bei beiden Veranstaltungen den 9. Platz im Halbmittelgewicht.
Einen bemerkenswerten Sieg feierte Detlef Kästner im Endkampf des Chemiepokals 1981 in Halle (Saale). Dort schlug er im Endkampf des Halbmittelgewichts den Kubaner Julio Quintana Martínez klar nach Punkten (5:0).

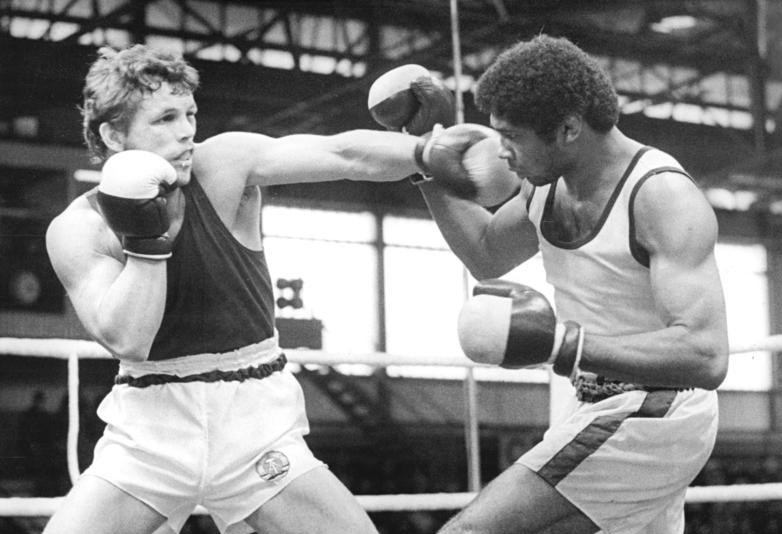
Detlef Kästner (links) im Finale des Chemie-Pokals gegen den Kubaner Armando Martínez.

Nach der Weltmeisterschaft 1982 in München startete Detlef Kästner bei keiner weiteren internationalen Meisterschaft. 1984 trat er zurück.

## Internationale Erfolge
| Jahr | Platz  | Wettbewerb                                                  | Gewichtsklasse | |
| 1976 | 3.     | Junioren-EM in Izmir                                        | Welter         | mit Punktsieg über Rostislav Osicka, Tschechoslowakei (5:0) u. Punktniederlage gegen Koksol Ozogluoz, Türkei                                                                             |
| 1977 | 2.     | TSC-Turnier in Berlin                                       | Welter         | nach einer Punktniederlage im Finale gegen Jochen Bachfeld, DDR |
| 1978 | 2.     | Chemie-Pokal in Halle (Saale)                               | Welter         | nach einer Punktniederlage im Finale gegen Hassan Ibrahim Zadeh, Iran |
| 1978 | 1.     | TSC-Turnier in Berlin                                       | Halbmittel     | mit einem Punktsieg im Finale über Günter Rostankowski, DDR |
| 1979 | 1.     | Chemie-Pokal in Halle (Saale)                               | Halbmittel     | mit einem Punktsieg im Finale über Detlef Strassberg, DDR |
| 1979 | 1.     | Polizei-Meisterschaften der ehem. Ostblock-Staaten in Sofia | Halbmittel     | mit einem Punktsieg im Finale über Shagydar Bayarsakhan, Mongolei |
| 1979 | 9.     | EM in Köln                                                  | Halbmittel     | nach einer Abbruch-Niederlage (Verletzung) i.d. 2. Runde gegen Jerzy Rybicki, Polen |
| 1979 | 9.     | Vor-olympisches Turnier in Moskau                           | Halbmittel     | nach einer Abbruch-Niederlage im Achtelfinale gegen Wiktor Lisizyn, Sowjetunion |
| 1980 | 2.     | Intercup in Duisburg                                        | Halbmittel     | nach einer Punktniederlage im Finale gegen Markus Intlekofer, BRD |
| 1980 | Bronze | OS in Moskau                                                | Halbmittel     | mit einem KO-Sieg i.d. 3. Runde über Adeoye Adetunji, Nigeria, einem Punktsieg über Leonidas Njunwa, Tansania (5:0) u. einer Punktniederlage gegen Alexander Koschkin, Sowjetunion (0:5) |
| 1980 | 2.     | TSC-Turnier in Berlin                                       | Halbmittel     | nach einer kampflosen Niederlage (Verletzung) gegen Piotr Galkin, Sowjetunion |
| 1981 | 1.     | Chemie-Pokal in Halle (Saale)                               | Halbmittel     | mit einem Punktsieg im Finale über Julio Quintana Martínez, Kuba (5:0) |
| 1981 | 9.     | EM in Tampere                                               | Halbmittel     | nach einer Punktniederlage im Achtelfinale gegen Alexander Koschkin (0:5) |
| 1982 | 2.     | Chemie-Pokal in Halle (Saale)                               | Halbmittel     | nach einer Punktniederlage im Finale gegen Armando Martínez, Kuba (2:3) |
| 1982 | 9.     | WM in München                                               | Halbmittel     | nach einem Punktsieg über Jorge Amparo, Dominikanische Republik (4:1) u. einer Punktniederlage im Achtelfinale gegen Arnaldo Martinez (0:5)                                              |
| 1982 | 2.     | TSC-Turnier in Berlin                                       | Halbmittel     | nach einer Punktniederlage im Finale gegen Jorge Guzman, Kuba (1:4) |

## Länderkämpfe
| Jahr | Ort          | Begegnung                            | Gewichtsklasse | Ergebnis                                                            |
| 1976 | Bukarest     | Rumänien Junioren gegen DDR Junioren | Halbmittel     | Punktniederlage gegen Butnaru                                       |
| 1976 | Koszalin     | Polen Junioren gegen DDR Junioren    | Welter         | Punktsieger über Marian Kaluga                                      |
| 1976 | Zielona Góra | Polen Junioren gegen DDR Junioren    | Welter         | Punktsieger über Ryszard Talaj                                      |
| 1978 | Sofia        | Bulgarien gegen DDR                  | Halbmittel     | Punktsieger über Ilja Iliew                                         |
| 1979 | Schwerin     | DDR gegen Uganda                     | Halbmittel     | Abbruch-Sieger i.d. 2. Runde über Jonas Okoth                       |
| 1979 | Crystal Bay  | USA gegen DDR                        | Halbmittel     | Punktsieger über Roosevelt Green                                    |
| 1979 | Burlington   | USA gegen DDR                        | Halbmittel     | Punktsieger über Poncho Carter                                      |
| 1979 | Rostock      | DDR gegen Rumänien                   | Halbmittel     | Punktniederlage gegen Marcel Sirba                                  |
| 1980 | Gera         | DDR gegen Bulgarien                  | Halbmittel     | Punktsieger über Zhelya Stefanow (3:0)                              |
| 1981 | Warschau     | Polen gegen DDR                      | Halbmittel     | Punktniederlage gegen Andrzej Krysiak (1:2)                         |
| 1982 | Rostock      | DDR gegen Polen                      | Halbmittel     | Punktsieger über Henryk Petrich (3:0)                               |
| 1982 | Biloxi       | USA gegen DDR                        | Halbmittel     | Abbruch-Niederlage i.d. 2. Runde gegen Alfred Mayes                 |
| 1982 | Schwerin     | DDR gegen USA                        | Halbmittel     | Punktsieger über John David Jackson (2:1)                           |
| 1982 | Wismar       | DDR gegen USA                        | Halbmittel     | Punktsieger über John David Jackson (2:1)                           |
| 1983 | Brăila       | Rumänien gegen DDR                   | Halbmittel     | Abbruch-Niederlage i.d. 2. Runde (Verletzung) gegen Gheorghe Simion |

## DDR-Meisterschaften
| Jahr | Platz | Gewichtsklasse | Ergebnis                                                                                      |
| 1977 | 2.    | Welter         | nach Punktniederlage im Finale gegen Karl-Heinz Krüger, ASK Vorwärts Frankfurt (Oder) (0:5)   |
| 1978 | 3.    | Welter         | hinter Detlef Ludwig, SG Wismut Gera u. Siegfried Vogelreuter, SC Chemie Halle (Saale)        |
| 1979 | 2.    | Halbmittel     | nach einer Punktniederlage im Finale gegen Günter Rostankowski, ASK Vorwärts Frankfurt (Oder) |
| 1980 | 1.    | Halbmittel     | mit einem Punktsieg im Finale über Jürgen Alms, SC Traktor Schwerin                           |
| 1981 | 3.    | Halbmittel     | hinter Ralf Hunger u. Ronald Wandelt, bde. SC Chemie Halle (Saale)                            |
| 1982 | 2.    | Halbmittel     | nach einer Punktniederlage im Finale gegen Ralf Hunger                                        |
| 1983 | 2.    | Halbmittel     | nach einer Punktniederlage im Finale gegen Michael Timm, SC Traktor Schwerin                  |